# Brat Pack (literatura)
En literatura, la expresión «Brat Pack» (literalmente «pandilla de mocosos») se refiere a un grupo de jóvenes autores estadounidenses, principalmente Bret Easton Ellis, Tama Janowitz y Jay McInerney, que surgieron en la costa este del país en la década de 1980. Es un giro en la expresión «Brat Pack» que anteriormente se había aplicado a un grupo de jóvenes actores estadounidenses a principios de esa década.
Un artículo de 1987 en el periódico de Nueva York The Village Voice, presentó a los autores como las nuevas caras de la literatura. Destinado peyorativamente, el apodo fue ilustrado por una imagen que sobreponía las caras de los autores sobre los cuerpos de infantes. Sin embargo, el impacto de los autores en la literatura y su gran popularidad hizo de este apodo una marca afectuosa de la nueva ola de jóvenes autores minimalistas. Cada uno de ellos presentó un desafío particular a la crítica literaria establecida: la novela debut de McInerney, Bright Lights, Big City, fue contada enteramente en segunda persona del singular. Slaves of New York de Janowitz explora temas de política sexual contra un telón de fondo de las peculiaridades de Nueva York rendidas honestamente y Menos que cero de Ellis relató una desconexión posadolescente con la sociedad que parecía chocante y patológica.
Las obras de los autores del Brat Pack debían una deuda con las obras minimalistas de Raymond Carver y Ann Beattie, que usaban maneras claras y a veces desapasionadas de interpretar la vida moderna que eran un claro rompimiento de la ficción lingüísticamente pesada y muy cortés de la generación anterior. Sin miedo a afrontar la ansiedad suburbana y la angustia urbana, los autores abrieron nuevos caminos en materia y estilo.
En la edición de septiembre/octubre de 2005 de la revista Pages, el Brat Pack se identifica como Bret Easton Ellis, Tama Janowitz, Jay McInerney y Mark Lindquist. McInerney y Janowitz estaban basados en la ciudad de Nueva York. Otros afiliados con este grupo incluyen Susan Minot, Donna Tartt, Peter Farrelly y David Leavitt. Lindquist vivió en Venice, California, y Ellis se mudó de Sherman Oaks (en Los Ángeles) a Manhattan después del éxito de Menos que cero.
En un artículo titulado «Where Are They Now?» («¿Dónde están ahora?»), la revista Pages informó que los cuatro autores originales del Brat Pack socializaron, pero no tuvieron mucho en común aparte de que eran jóvenes y bien promocionados, y que sus libros eran agresivamente comercializados para un público joven.